# تيم هودجكينسون
تيم هودجكينسون (بالإنجليزية: Tim Hodgkinson)‏ هو ملحن وعازف قيثارة بريطاني، ولد في 1 مايو 1949 في سالزبوري في المملكة المتحدة.

## وصلات خارجية
- تيم هودجكينسون على موقع IMDb (الإنجليزية)
- تيم هودجكينسون على موقع ميوزك برينز (الإنجليزية)
- تيم هودجكينسون على موقع ديسكوغز (الإنجليزية)